# 宜宾东站
宜宾东站位于中华人民共和国四川省宜宾市翠屏区，是成宜高速铁路和渝昆高速铁路上的一座车站，2023年12月26日随成宜高速铁路开通而投入使用。本站规划期间称为“临港站”。